# Elecciones municipales de San Salvador de 1994
Las elecciones municipales de San Salvador de 1994 se llevaron a cabo el día domingo 20 de marzo de 1994. En ellas se eligió el alcalde de San Salvador para el período 1994-1997. El resultado final fue la victoria para Mario Valiente del partido ARENA, tras derrotar en las urnas al candidato de FMLN.